# Royal Enfield
Royal Enfield es una marca India que antes era una marca bajo la que The Enfield Cycle Company Limited de Redditch (Worcestershire), vendía motocicletas, bicicletas, cortadoras de césped y motores estacionarios fabricados por la empresa. Enfield Cycle Company también usó la marca "Enfield", pero sin la palabra "Royal".
La primera motocicleta Royal Enfield se fabricó en 1901. La Enfield Cycle Company fue responsable del diseño y la producción original de la Royal Enfield Bullet, el diseño de motocicleta más longevo de la historia.
El servicio de repuestos de Royal Enfield se vendió a Velocette en 1967, que desarrollo la actividad durante tres años hasta su cierre a principios de 1971. El negocio de motocicletas restante de Enfield pasó a formar parte de Norton-Villiers en 1967, y el negocio cerró finalmente en 1978. La empresa india Eicher compró Royal Enfield en el año 1994.

## Historia
George Townsend estableció un negocio en 1851 en Redditch, dedicado a la fabricación de agujas de coser. En 1882, su hijo, también llamado George, comenzó a producir componentes para fabricantes de bicicletas, incluidos sillines y horquillas. En 1886 ya vendían bicicletas completas con los nombres de Townsend y Ecossais, pero el negocio sufrió un colapso financiero en 1891. Los banqueros de Townsend eligieron a Albert Eadie, gerente de ventas de Perry & Co Ltd de Birmingham, fabricantes de plumas estilográficas que habían comenzado a suministrar componentes para bicicletas, y Robert Walker Smith, un ingeniero de D. Rudge & Co, para administrar el negocio. Luego, en 1892, la empresa se refundó y pasó a denominarse Eadie Manufacturing Company Limited, con su sede en Snow Hill, Birmingham. Más adelante, en 1907, después de graves pérdidas de su negocio Enfield Autocar recién lanzado, Eadie Manufacturing y su negocio de componentes de bicicletas fueron absorbidos por Birmingham Small Arms Company (BSA). Años más tarde, el presidente de BSA dijo a los accionistas que la adquisición había "hecho maravillas en el departamento de bicicletas". Eadie todavía conservaba una identidad separada cuando Raleigh compró los intereses del ciclo de BSA en 1957.

## Enfield

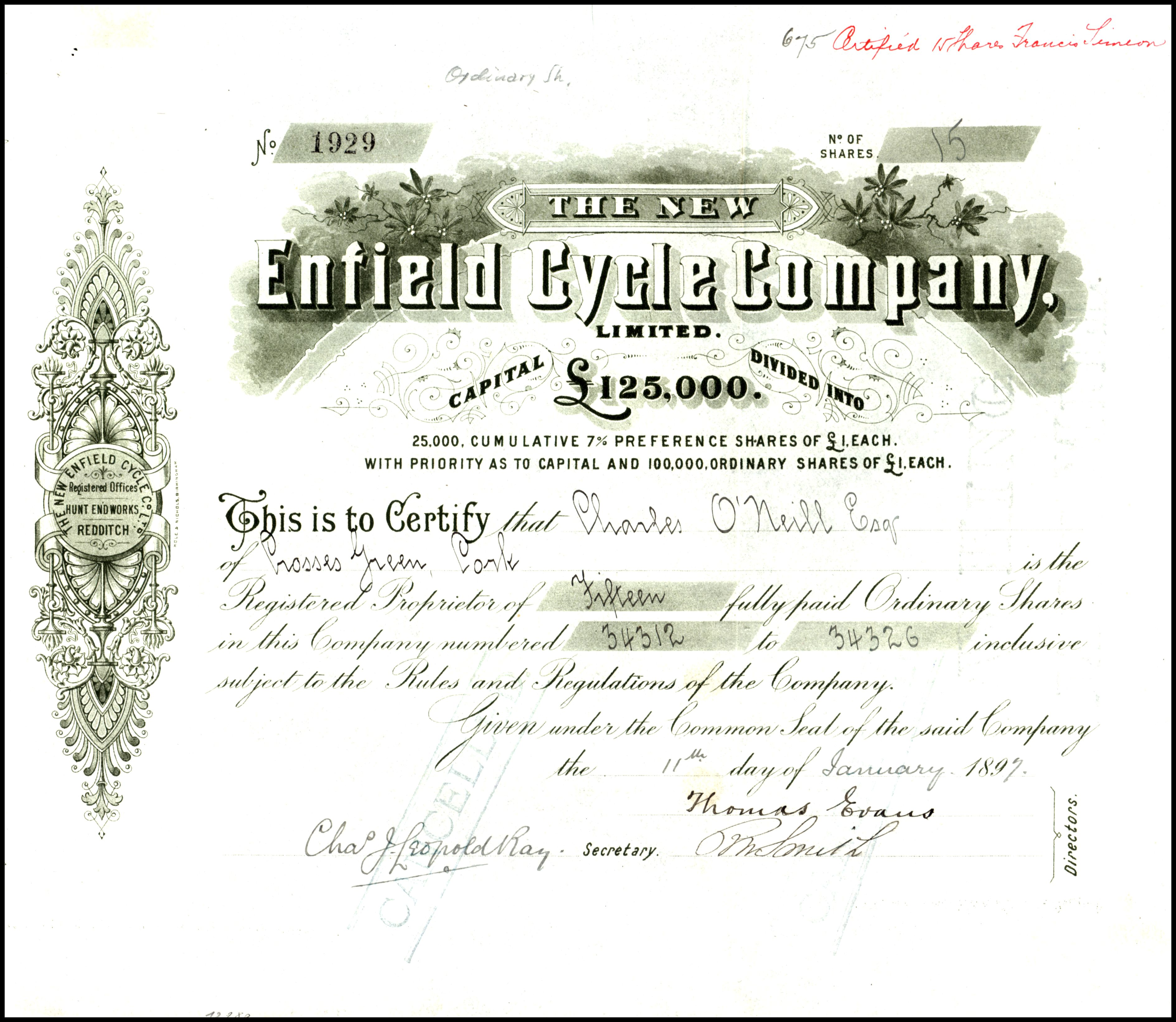
Acción de "The New Enfield Cycle Company", emitida el 11 de enero de 1897

Eadie había ganado contratos para suministrar piezas de precisión para armas de fuego a la Real Fábrica de Armas de Mano del gobierno, establecida desde hacía mucho tiempo en Enfield, Middlesex, con una filial en Sparkbrook, y había asumido la marca Royal Enfield. En 1896 también incorporaron una nueva empresa subsidiaria, The New Enfield Cycle Company Limited, para manejar gran parte de la producción de bicicletas. En 1897, Enfield, que fabricaba bicicletas completas y piezas para otros ensambladores, asumió toda la actividad de ensamblaje de bicicletas de Eadie.
Enfield se diversificó hacia las motocicletas en 1901 y hacia los automóviles en 1902. El departamento de motores se puso en una subsidiaria separada, Enfield Autocar Company Limited incorporada en 1906 y establecida en unos nuevos talleres en Hunt End, Redditch. Sin embargo, Enfield Autocar, después de solo 19 meses, informó de unas pérdida sustanciales y, además del propio Eadie, los accionistas no estaban dispuestos a aportar más capital, por lo que a principios de 1907 Eadie vendió su control de Eadie Manufacturing a BSA. Albert Eadie y Robert Walker Smith habían sido nombrados directores de BSA antes de que la venta propuesta se presentara a los accionistas. El nuevo negocio combinado de BSA y Eadie fabricaba "rifles militares y deportivos, bicicletas y componentes de bicicletas, automóviles, etc."  "Especialidades del ciclo BSA y Eadie". Pero todavía había accionistas minoritarios de Eadie junto con BSA en 1957.
En 1955, Enfield Cycle Company se asoció con Madras Motors en India para formar Enfield of India, con sede en Madrás, donde comenzó a ensamblar la motocicleta Royal Enfield Bullet de 350 cc. Las primeras máquinas se ensamblaron a partir de componentes importados de Inglaterra. A partir de 1957, Enfield of India adquirió el utillaje necesario para producir piezas en la India y, en 1962, todos los componentes ya se fabricaban allí.
Frank Walker Smith (1888-1962), hijo mayor de Robert Walker Smith, se unió a la Enfield Cycle Company en 1909. Nombrado director gerente conjunto (con su padre) en 1914, asumió toda la responsabilidad cuando su padre murió en 1933. Después de su muerte, Enfield fue comprada por los inversores E & HP Smith, quienes vendieron Enfield por 82.500 libras esterlinas a Norton Villiers en 1967. Si bien Norton Villiers adquirió el 33 por ciento de Enfield India, los activos de la división de motores diésel y las divisiones de bicicletas y repuestos de Enfield no formaron parte de la operación.
Royal Enfield produjo bicicletas en su fábrica de Redditch hasta que cerró a principios de 1967. La última bicicleta nueva de la compañía fue la bicicleta de ruedas pequeñas 'Revelation', lanzada en 1965. La producción de motocicletas cesó en 1970 y la empresa original con sede en Redditch (Worcestershire), se disolvió en 1971.
El servicio de piezas de repuesto de Royal Enfield se vendió a Velocette en 1967, que se benefició del acuerdo hasta el punto de que permitió que la empresa sobreviviera en su conjunto durante otros tres años, hasta su cierre a principios de 1971. C.C. Cooper, un distribuidor de metales de West Bromwich, dedicó un pequeño equipo de ingenieros a producir algunos repuestos durante un corto período de tiempo.
Enfield of India continuó produciendo el modelo 'Bullet', y en 1999 comenzó a emplear la marca «Royal Enfield» en sus motocicletas. Una demanda por el uso de la denominación Royal, presentada por el propietario de la marca David Holder, se resolvió a favor de Enfield of India, que desde entonces ha seguido produciendo motocicletas con el nombre de «Royal Enfield». Los modelos producidos y comercializados en India incluyen Cafe Racers, Cruisers, Retros y Adventure Tourers.

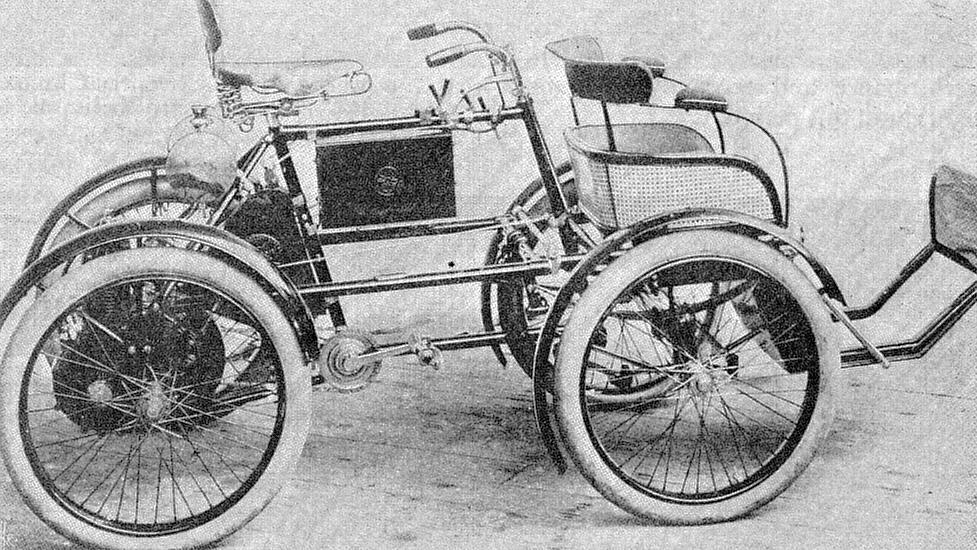
Cuatriciclo Royal Enfield

En 1899, Royal Enfield producía un cuatriciclo, una bicicleta modificada al agregar un bastidor envolvente de cuatro ruedas, conservando un sillín trasero con manillar y con un asiento de pasajero montado en la parte delantera, impulsado por un motor De Dion montado en la parte trasera.
Después de experimentar con un pesado cuadro de bicicleta equipado con un motor Minerva sujeto al tubo inferior delantero, Enfield construyó en 1901 su primera motocicleta con un motor de 239 c.c.

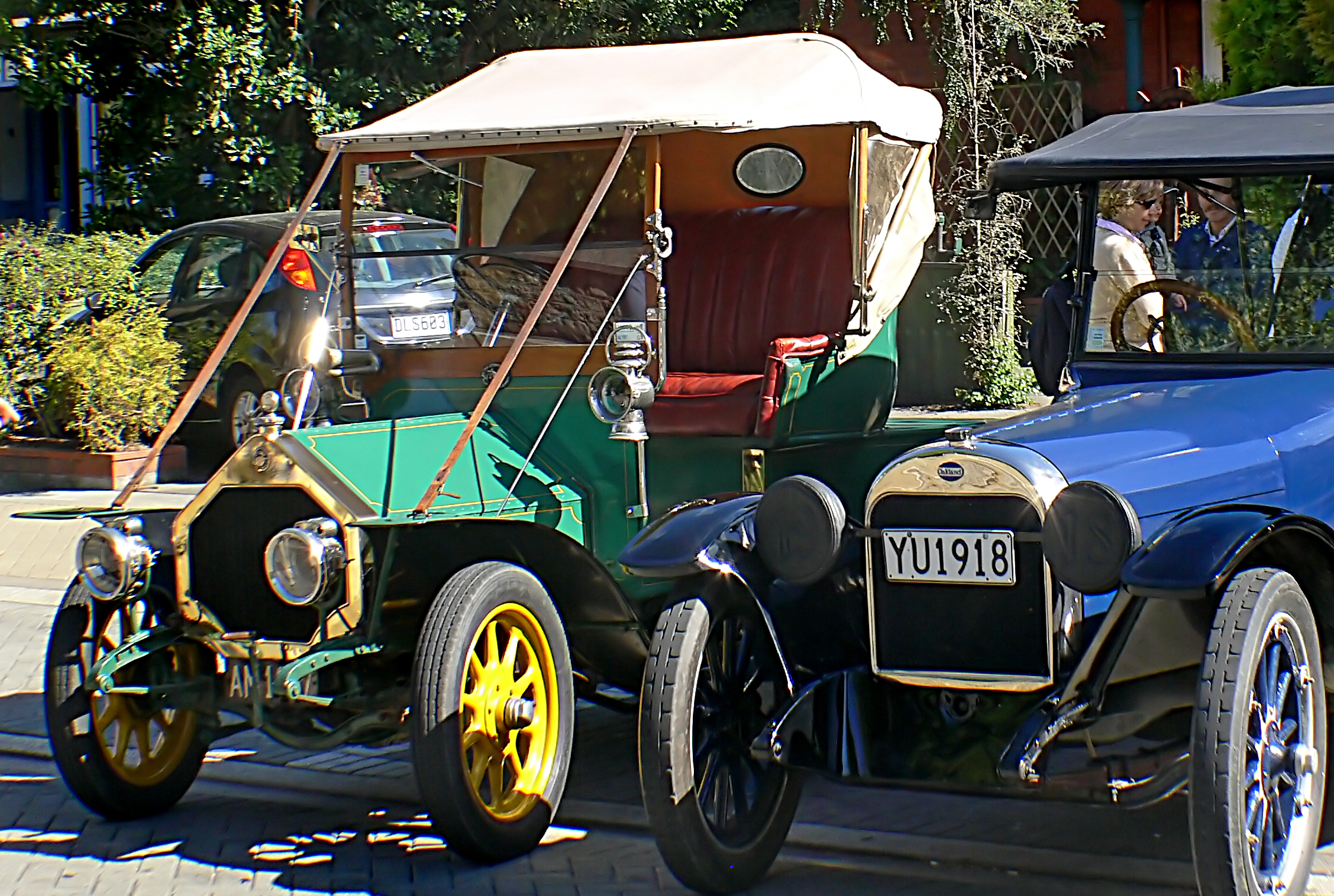
Enfield 15 de 1907

En 1903 se introdujo un automóvil ligero propulsado por un motor francés Ader de dos cilindros en V o un motor De Dion de un solo cilindro. En 1906, la producción de automóviles se transfirió a una nueva empresa, Enfield Autocar Co Ltd, con instalaciones en Hunt End, Redditch. La empresa independiente solo duró hasta 1908, cuando fue comprada por Alldays & Onions.
En 1907, Enfield se fusionó con Alldays & Onions Pneumatic Engineering Co. de Birmingham y comenzó a fabricar el automóvil Enfield-Allday.
En 1910, Royal Enfield usaba transmisión directa por correa y Motores Swiss Motosacoche V2 de 297 cc, que se ampliaron a 344 cc en 1911 con la llegada de la transmisión por cadena y el cambio de 2 velocidades de Enfield. La empresa contrató a Bert Colver de Matchless, y compitió en el Tourist Trophy de la Isla de Man de 1911 en la categoría de motos ligeras.

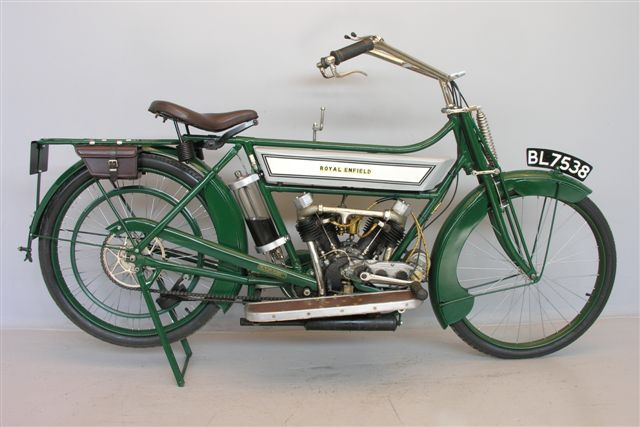
Enfield 425 cc de 1913

En 1912, se introdujo la Royal Enfield Modelo 180 combinada con un sidecar. Esta moto, equipada con un motor JAP de 770 cc V-twin, compitió con éxito en el TT de la Isla de Man y en Brooklands. Enfield desarrolló en 1913 un prototipo para su siguiente lanzamiento, la Modelo 140 equipada con un motor de 425 cc. El prototipo empleó el primer motor bicilíndrico en V fabricado internamente por Enfield, también de 344 cc, con un diseño de alimentación superior y escape lateral.

### Primera Guerra Mundial (1914-1918)
En 1914, Enfield suministró una gran cantidad de motocicletas al Departamento de Guerra británico, y también ganó un contrato con el objeto de producir motocicletas para el Gobierno Imperial Ruso. Enfield usó sus propios motores de dos tiempos: el monocilíndrico de 225 cc y el bicilíndrico en V de 425 cc. También produjeron un modelo con sidecar impulsado por un motor de 8 CV, equipado con una ametralladora Vickers .

### Periodo de entreguerras (1921-1939)

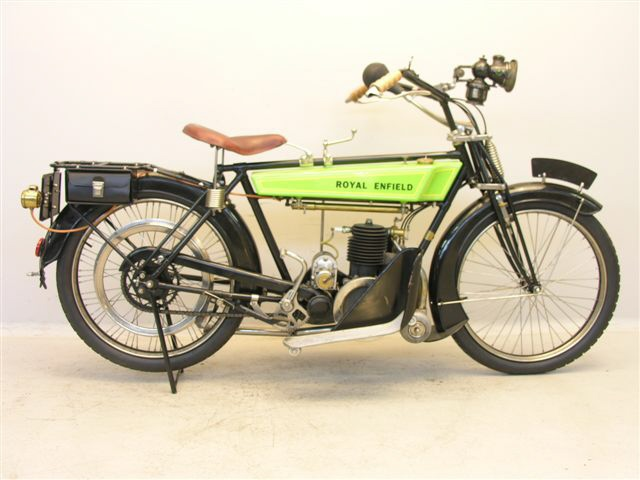
Royal Enfield de 225 cc (1923)

En 1921, Enfield desarrolló un nuevo motor bicilíndrico en V de 976 cc; y en 1924 lanzó la primera Enfield de cuatro tiempos, usando un motor monocilíndrico de 350 cc producido por Prestwich Industries. En 1928, Royal Enfield comenzó a usar los depósitos de combustible de 'silla de montar' bulbosos y las horquillas delanteras de viga de resorte central, una de las primeras compañías en hacerlo. A pesar de que declaró pérdidas en los años de la depresión de la década de 1930, la empresa pudo depender de sus reservas para seguir adelante. En 1931 murió Albert Eadie, uno de los fundadores de la empresa, y su socio RW Smith falleció poco después, en 1933.

### Segunda Guerra Mundial (1939-1945)

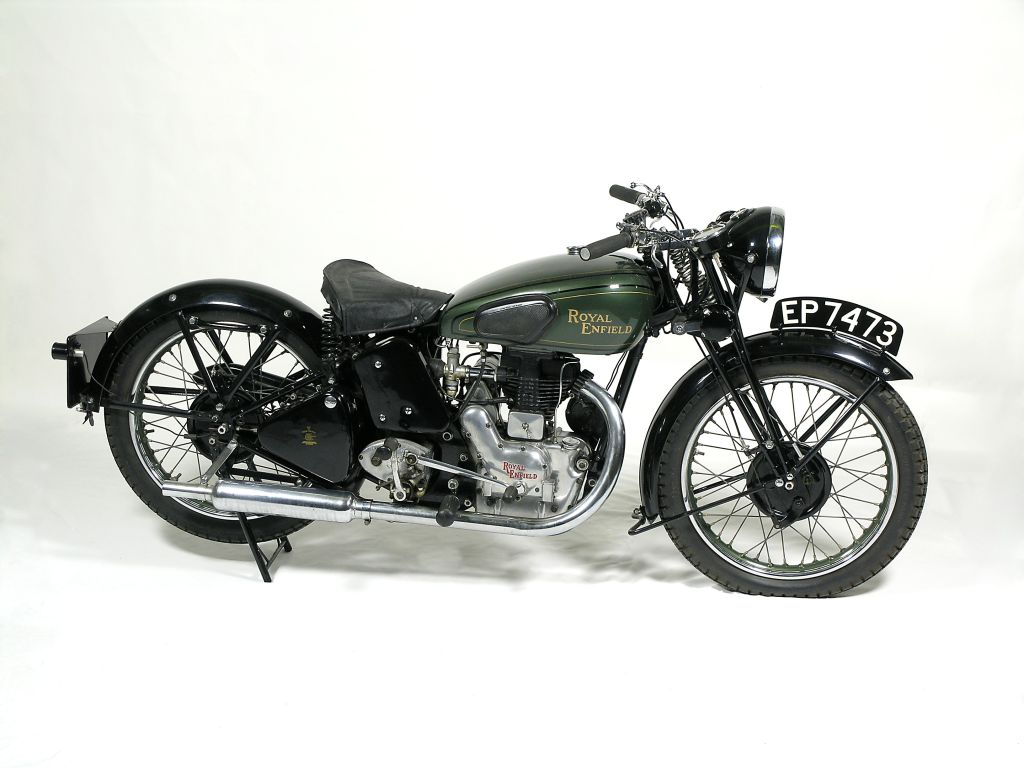
Royal Enfield de 250 cc, Tipo 11F

Durante la Segunda Guerra Mundial, las autoridades británicas pidieron a la Enfield Cycle Company que desarrollara y fabricara motocicletas militares. Los modelos producidos para el ejército fueron: el WD/C de 350 cc y válvulas laterales; el WD/CO de 350 cc OHV; el WD/D 250 cc SV; el WD/G 350 cc OHV; y el WD/L 570 cc SV. Una de las Enfield más conocidas fue la Royal Enfield WD/RE con motor de 2 tiempos y 125 cc, diseñada para lanzarse en paracaídas con las tropas aerotransportadas.
Con el fin de establecer una instalación que no fuera vulnerable al bombardeo de la zona de las Midlands durante la guerra, a partir de 1942 se dispuso una fábrica subterránea ubicada en una cantera de piedra de Bath en desuso en Westwood, cerca de Bradford-on-Avon, (Wiltshire). Gran parte del personal fue transferido desde Redditch, y se construyó en Westwood un poblado de "casas prefabricadas" para albergarlos.
Además de la fabricación de motocicletas, la compañía produjo otros equipos para el esfuerzo bélico, como "predictores" mecánicos para la artillería antiaérea, dándose la circunstancia de que la fabricación de equipos de tan alta precisión se vio favorecida por la temperatura constante del subsuelo. Después de la guerra, la fábrica continuó, concentrándose en la fabricación de motores y el mecanizado de alta precisión. Después de que cesó la producción de motocicletas Royal Enfield, las actividades de ingeniería de precisión continuaron hasta la desaparición final de la empresa.

## Modelo G y Modelo J de posguerra, y exmilitares C y CO (1946-1954)
Después de la guerra, Royal Enfield reanudó la producción del modelo G monocilíndrico OHV de 350 cc y del modelo J de 500 cc, con bastidor trasero rígido y horquillas delanteras telescópicas, modelos básicos para el día a día, en un mundo hambriento de transporte. También se puso a la venta una gran cantidad de sencillas motocicletas de los modelos C SV y CO OHV, procedentes de excedentes militares reacondicionados en fábrica.
En 1948, se ideó un desarrollo innovador en forma de muelles de suspensión trasera, inicialmente para unidades de "prueba" destinadas a los modelos de competición (máquinas modernas de tipo enduro), pero pronto se ofreció en el Modelo Bullet de 350 cc de carretera, equipada con un motor monocilíndrico OHV, que llegó a convertirse en un modelo muy popular gracias a su gran comodidad. Poco tiempo después apareció una versión más potente, equipada con un motor de 500 cc. Los derechos de fabricación (así como las plantillas, troqueles y utillaje) de una  versión de la Bullet de mediados de la década de 1950, se vendieron para que pudiera fabricarse la moto en la India, donde las versiones posteriormente desarrolladas han continuado produciéndose durante mucho tiempo después.

## 500 Twin, Meteor, Supermeteor y Constelation 1949-1963
En 1949, apareció la versión Royal Enfield de los ahora populares motores bicilíndricos paralelos. Esta versión de 500 cc fue la precursora de una gama de motos Royal Enfield Meteor, y de las Super Meteor y Constellation de 700 cc. Ofreciendo un buen rendimiento a un costo modesto, estos modelos se vendieron ampliamente, aunque no siempre con el reconocimiento debido. La Royal Enfield Constellation Twin de 700 cc ha sido descrita como la primera motocicleta deportiva.
La clase de 250 cc era importante en el Reino Unido, ya que era el motor más grande que un "aprendiz" podía conducir sin necesidad de superar un examen. A finales de la década de 1950 y principios de la de 1960, Royal Enfield produjo varias máquinas de 250 cc, incluida una de carreras, la 'GP' y una Scrambler, la 'Moto-X', que usaba un bastidor Crusader modificado, horquillas de enlace principal y un motor Villiers Starmaker. La Clipper era el modelo base de la gama de motos de turismo, y la más vendida era la Crusader, que con un motor OHV de 248 cc accionado con varillas de empuje producía 18 HP (18,2 CV).

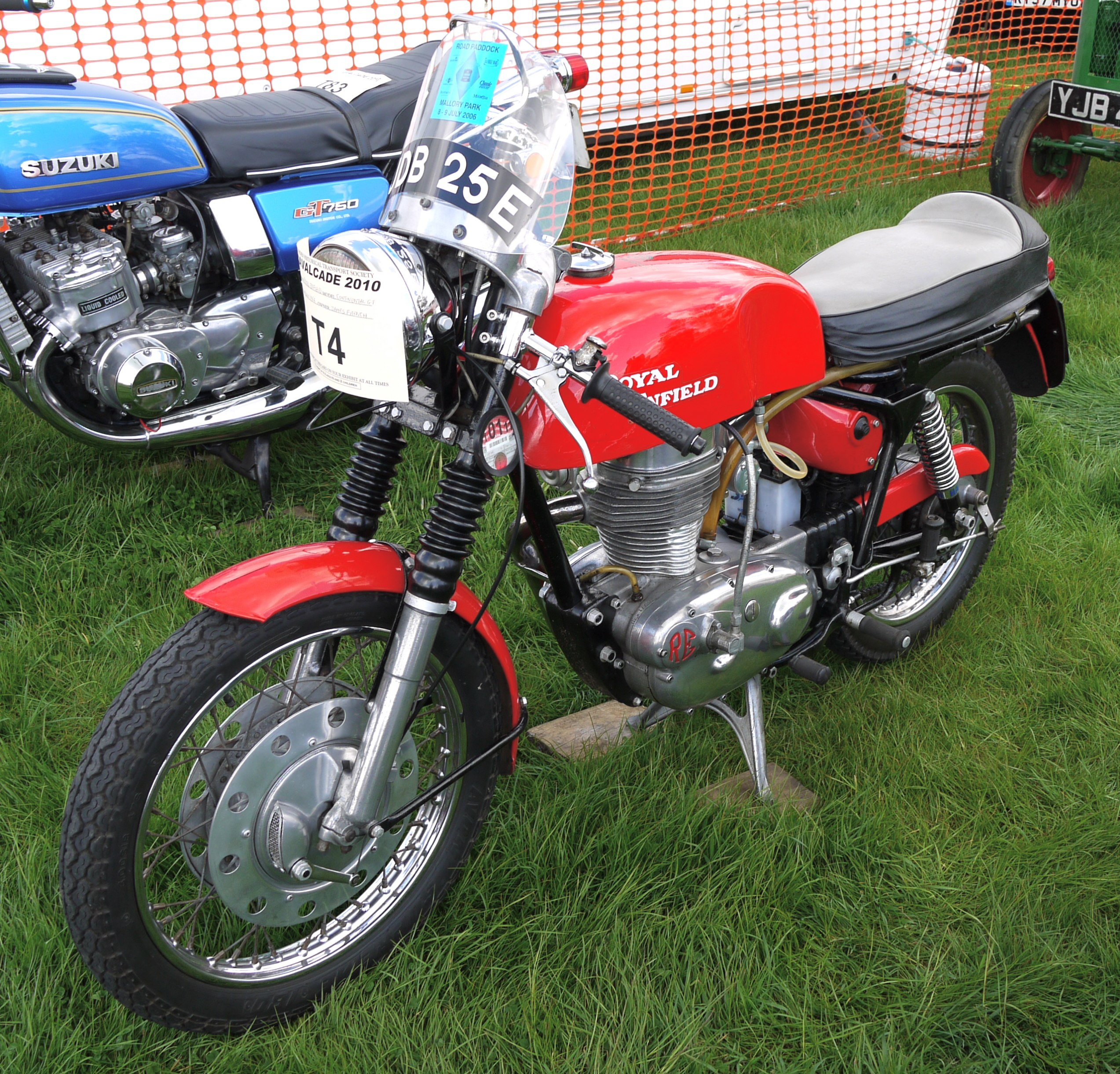
RE GT con cortavientos

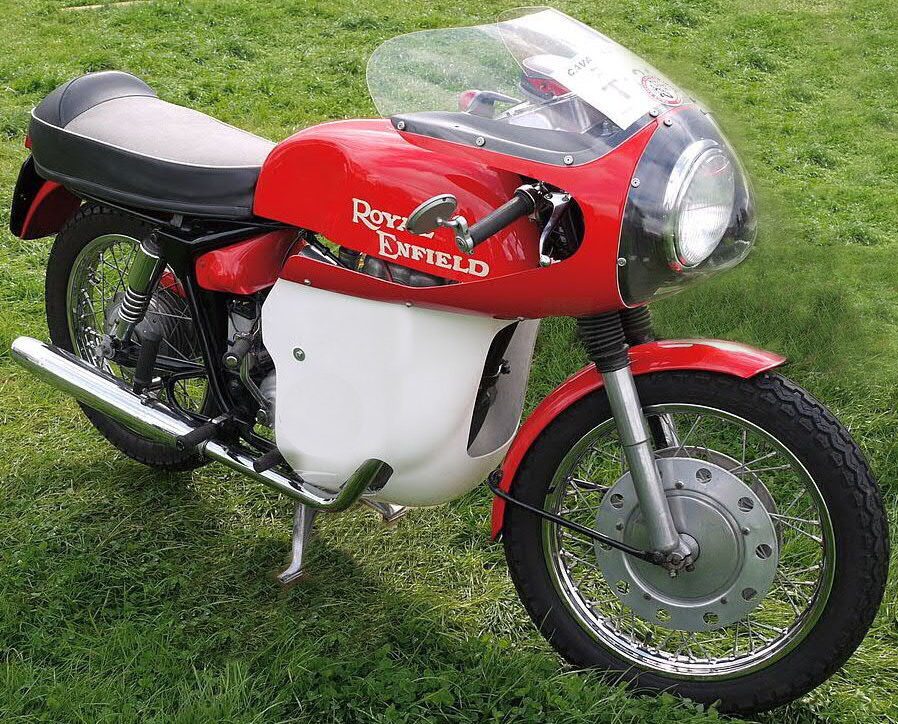
RE GT con carenado frontal Avon Speedflow

En 1965 se lanzó un modelo denominado Continental GT, cuyo motor rendía 21 HP (21,3 CV). La moto estaba equipada con un depósito de plástico reforzado con vidrio rojo, caja de cambios de cinco velocidades (que también era una opción en la Crusader), manillar acoplable, reposapiés traseros, tubo inclinado y asiento con respaldo envolvente. Su estilo racing hizo que se vendiera bien, e incluía un cortavientos que permitía alojar la placa de matrícula delantera.

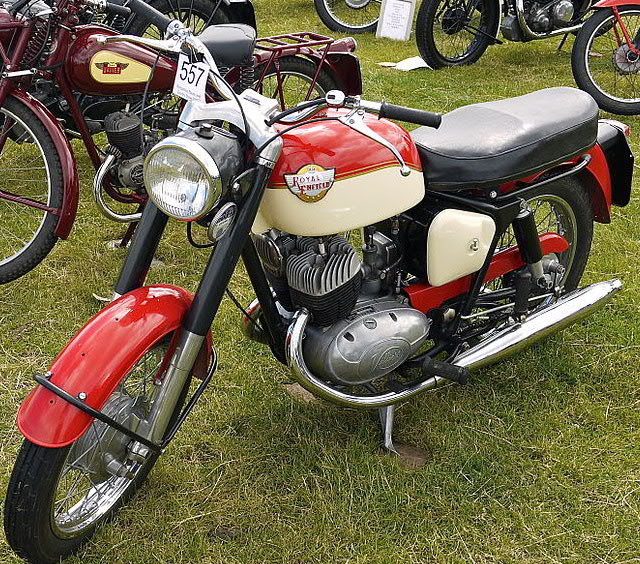
RE Turbo Twin

El carenado deportivo completo Avon 'Speedflow' estaba disponible como extra en los colores complementarios de fábrica rojo y blanco.
Otras variantes fueron la Olympic y la 250 Super 5, destacables por el uso de suspensión delantera de enlace (todos los otros modelos de carretera con motor de 250 cc montaban horquillas telescópicas convencionales), y la 250 'Turbo Twin', equipada con el motor de dos tiempos bicilíndrico Villiers de 247 cc.
La Royal Enfield GP, una moto de competición producida en una serie larga, corrió por primera vez en el Gran Premio de Manx en septiembre de 1964. Gestionada en su conjunto por el gerente de Royal Enfield Racing, Geoff Duke, la primera aparición pública de la motocicleta se produjo en el Centro de Exhibiciones Earls Court en noviembre de 1964. Usando un bastidor de tubo dúplex, horquillas de enlace principal y una unidad de depósito y asiento de una pieza, el motor de dos tiempos monocilíndrico de 250 cc era similar al de otras máquinas de competición de pequeña cilindrada ofrecidas por los fabricantes rivales, como Greeves, Cotton, DMW y particularmente Villiers, que facilitaba los motores para estas marcas y para muchos otros fabricantes y constructores de motocicletas, incluido el motor de competición 'Starmaker' utilizado para la racer Scorpion y la scrambler Sprite.

## Royal Enfield Interceptor

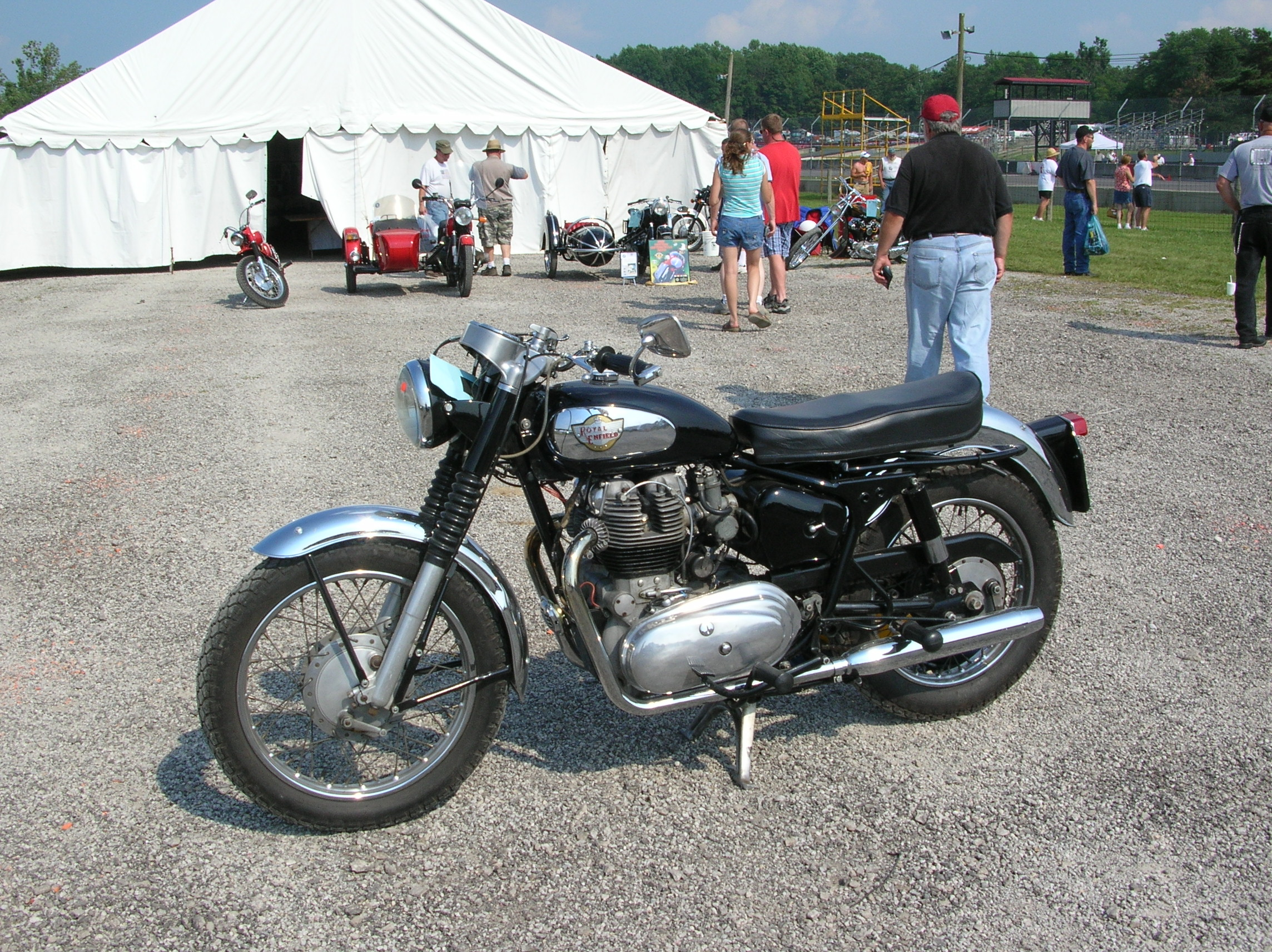
Motocicleta Royal Enfield Interceptor

Durante la expansión de los fabricantes japoneses de motocicletas a finales de los años 1960 y principios de los 1970, la fábrica inglesa realizó un último intento para mantenerse en el mercado, con la Interceptor de 692 cc de 1960-1961, seguida en 1962-1968 por las Interceptor Serie I y Serie II, ambas con motores de 736 cc. Fabricada en gran parte para el mercado estadounidense, disponía de numerosos elementos cromados y un gran rendimiento, completando el cuarto de milla en menos de 13 segundos a velocidades muy superiores a 175 kilómetros por hora (105 mph). Se hizo popular en los EE. UU., pero la compañía no pudo satisfacer la demanda de los aficionados norteamericanos, lo que aceleró la desaparición de esta última Royal Enfield de fabricación inglesa.
La fábrica de Redditch cesó su producción en 1967, mientras que la de Bradford-on-Avon se cerró en 1970, lo que supuso el fin de la Royal Enfield británica. Después de que cerrase la empresa, un poco más de doscientos motores Interceptor de la Serie II quedaron almacenados en una instalación portuaria en 1970. Estos motores se iban a enviar a Floyd Clymer en los EE. UU.; pero Clymer acababa de morir y sus agentes de exportación, Mitchell's de Birmingham, se quedaron con los motores para ver la manera de comercializarlos. Se pusieron en contacto con los hermanos Rickman en busca de un bastidor. El principal problema de los hermanos Rickman siempre había sido el suministro de motores, por lo que rápidamente construyeron una serie limitada de motocicletas Interceptor.

## Motocicletas Enfield con la marca Indian
Desde 1955 a 1959, las Royal Enfield se pintaron de rojo, siendo comercializadas en los EE. UU. como Indian Motorcycles por Brockhouse Corporation, que tenía los derechos de las motocicletas de la marca Indian, lo que supuso que en 1953 dejaran de producirse todas las motos de la marca en la fábrica de Springfield. Pero el público estadounidense no quedó satisfecho con la ingeniería de emblemas entre ambas marcas. El acuerdo de comercialización finalizó en 1960, y desde 1961, las Royal Enfield estuvieron disponibles en los EE. UU. con su propio nombre. La Enfield 'Indian' más grande era una motocicleta con motor bicilíndrico de 700 cc, llamada Chief como sus predecesoras estadounidenses.